# Nicolae Scurtescu
Nicolae Scurtescu (Valea Lungă, 1844-Colentina, 1879) fue un escritor y publicista rumano.

## Biografía
Hijo de un granjero, nació en 1844 en la localidad de Valea Lungă, perteneciente al condado de Dâmbovița. Tras finalizar sus estudios en Bucarest, fue nombrado profesor de una escuela primaria y comenzó a colaborar en varios periódicos bajo el seudónimo de «Vintila Stroie», publicando poemas populares y artículos sobre teatro y literatura dramática en la Columna lui Traian (1872-1873) y Viitorul (1873). También colaboró con los periódicos Ghimpele, Telegraful  y România liberă. Falleció en 1879, el 31 de marzo, en el hospital de Colentina. Publicista, fue autor de títulos como  Manual de istoria Românilor, Catechismul român şi creştin, Rhea Silvia y Despot-Vodă (teatro, 1873-1875), Ştefan Rareş (drama publicado en 1883) y Poesii si teatru (2 vol., 1877).